# Pagerank
Pagerank, i marknadsföringsyfte skrivet PageRank, är en algoritm (namngiven efter Larry Page) för att mäta relativt informationsvärde på webbsidor. Algoritmen har nått stor berömmelse då den utgör grundmetoden för hur världens mest framgångsrika söktjänst Google väger olika webbplatsers informationsvärde mot varandra. Ett sätt att få reda på en domäns Pagerank är att använda Googles egen Google Toolbar. Det finns även separata tjänster på Internet som gör samma sak. Pagerank utvecklades av Stanford-universitetet som fick patent på den 1998. Google köpte ensamrätt på att använda patentet och betalade med Google-aktier som universitetet 2005 sålde för 336 miljoner USD. Algoritmen anses vara värd mycket mer än så i kommersiellt värde.